# 五显镇 (厦门市)
五显镇是中国福建省厦门市同安区下辖的一个镇。

## 行政区划
五显镇共辖15个行政村，分别是：
垵炉村、下峰村、布塘村、店仔村、溪西村、竹山村、后垄村、军村村、后塘村、上厝村、明溪村、宋宅村、四林村、西洋村、三秀山村。